# Studtite
La studtite (simbolo IMA: Stu) è un minerale molto raro della classe degli "ossidi e idrossidi"; la sua composizione chimica è [(UO2)(O2)(H2O)2](H2O)2, cioè è un perossido di uranile idrato. Oltre alla sua forma anidra metastudtite, è l'unico minerale perossidico conosciuto.

## Etimologia e storia
Il minerale fu trovato per la prima volta nel 1947 dal mineralogista belga Johannes Franciscus Vaes (1902-1978) nella miniera di uranio di Shinkolobwe in Katanga (Repubblica Democratica del Congo). Dopo un'analisi chimica, inizialmente pensò che si trattasse di un carbonato di uranio, probabilmente a causa di inclusioni e impurità. Vaes chiamò il nuovo minerale in onore del geologo tedesco Franz Eduard Studt, colui che compilò la prima carta geologica del Katanga. Nel 1974, Kurt Walenta fu in grado di dimostrare che il minerale era un idrato di perossido di uranile sulla base di confronti cristallografici con cristalli noti prodotti artificialmente. Non è stato fino al 2003 che la struttura di questo minerale ha potuto finalmente essere chiarita per mezzo dell'analisi della struttura a raggi X dei cristalli singoli da parte di Peter C. Burns e Karrie-Ann Hughes.

## Classificazione
Nell'obsoleta ottava edizione della sistematica minerale di Strunz, la studtite apparteneva alla classe dei minerali di "carbonati, nitrati e borati" e lì alla sottoclasse dei "carbonati acquosi con anioni estranei", dove veniva utilizzata insieme ad andersonite, bayleyite, liebigite, metazellerite, rabbittite, rutherfordine, schröckingerite, sharpite, swartzite, voglite, wyartite e zellerite con le quali forma il "gruppo dei carbonati di uranile" con il sistema nº VB/D.04.
Nella Sistematica dei lapis (Lapis-Systematik) di Stefan Weiß, che si basa ancora su questa vecchia forma di edizione di Strunz per rispetto verso i collezionisti privati e le collezioni istituzionali, al minerale è stato assegnato il sistema e il minerale nº IV/H.01-20. In questa Sistematica ciò corrisponde alla classe degli "ossidi e idrossidi" e lì alla sottoclasse "Uranil([UO2]2+) - idrossidi e idrati", dove la studtite forma un gruppo indipendente ma senza nome insieme a heisenbergite, ianthinite, metaschoepite, metastudtite, paraschoepite, paulscherrerite e schoepite (a partire dal 2018).
Anche la 9ª edizione della sistematica minerale di Strunz, valida dal 2001 e aggiornata dall'Associazione Mineralogica Internazionale (IMA) fino al 2024, classifica la studtite nella classe "4. Ossidi (idrossidi, V[5,6] vanadati, arseniti, antimoniti, bismutiti, solfiti, seleniti, telluriti, iodati)" e poi nella sottoclasse degli "4.G Idrossidi di uranile". Questa viene ulteriormente suddivisa in base all'eventuale presenza di altri cationi e, se presenti, anche in base alla struttura cristallina, in modo che il minerale possa essere trovato nella suddivisione "4.GA Senza cationi aggiuntivi" in base alla sua composizione, dove forma il "gruppo della studtite" insieme alla metastudtite con il sistema nº 4.GA.15.
La classificazione dei minerali secondo Dana, utilizzata principalmente nel mondo anglosassone, classifica la studtite nella classe degli "ossidi e idrossidi" e lì nella sottoclasse degli "ossidi contenenti uranio e torio". Qui può anche essere trovata insieme alla metastudtite nel gruppo senza nome 05.03.01 all'interno della sottodivisione "Ossidi contenenti uranio e torio con carica cationica di 8+ (AO4), e contenenti acqua".

## Abito cristallino
La studtite cristallizza nel sistema monoclino nel gruppo spaziale C2/c (gruppo nº 15) con i parametri reticolari a = 14,07 Å, b = 6,72 Å, c = 8,43 Å e β = 123.36° così come quattro unità di formula per cella unitaria.
La struttura cristallina contiene un solo atomo di uranio cristallograficamente distinguibile, che si trova all'origine della cella unitaria (coordinate di posizione: {000}) e viene moltiplicato in una posizione simmetricamente equivalente dagli elementi di simmetria esistenti. A causa della sua posizione all'origine della cella unitaria, è l'unica particella nella struttura cristallina che giace su un elemento di simmetria, si trova su un centro di inversione e ha simmetria posizionale 1. L'atomo di uranio è presente sotto forma di un catione uranilico [UO2]2+ (lunghezza del legame U-O: 1,77 Å), che è inoltre formato da due ioni perossido O2−2 (lunghezza del legame O-O: 1,46 Å; distanza U-O: 2,35 Å e 2,37 Å) e due molecole d'acqua H2O (distanza U-O: 2,40 Å), risultando in un numero di coordinazione di CN = 8 in totale. Il poliedro di coordinazione risultante dell'atomo di uranio è una bipiramide esagonale distorta, con gli atomi di ossigeno del catione uranilico situati sulle punte (posizione assiale o apicale) e gli ioni perossidi e le molecole d'acqua situate nella base esagonale della bipiramide (posizione equatoriale).
Le bipiramidi [(UO2)(O2)2(H2O)2] non sono isolate nella struttura cristallina, ma si legano tramite gli ioni perossidi (cioè tramite bordi comuni) a catene che corrono lungo l'asse cristallografico {\displaystyle c} ({001}) e può essere descritto con la formula di Niggli:
{\displaystyle \mathrm {{}_{\infty }^{1}\lbrace [UO_{2/1}^{t}(O_{2})_{2/2}^{k}(H_{2}O)_{2/1}^{t}]} \rbrace }.
Le bipiramidi sono inclinate alternativamente nella direzione opposta all'interno della catena ("catena a zig-zag"), quindi il motivo della catena si ripete dopo due poliedri oppure 8,43 Å, che corrisponde al parametro reticolare dell'asse {\displaystyle c} cristallografico.
Le singole catene sono collegate tra loro nella struttura cristallina dalle restanti molecole d'acqua (acqua cristallina) che non sono coinvolte nella sfera di coordinazione degli atomi di uranio tramite legami idrogeno, creando la struttura tridimensionale.

## Proprietà
A causa del suo contenuto di uranio fino al 63,6%, il minerale è radioattivo. Tenendo conto della serie di decadimento naturale o dei prodotti di decadimento esistenti, l'attività specifica è data come 113,9 kBq/g (per confronto, il potassio naturale possiede attività specifica pari a 0,0312 kBq/g). Il valore citato può variare in modo significativo a seconda del contenuto minerale e della composizione degli stadi, ed è anche possibile l'arricchimento selettivo o l'arricchimento dei prodotti di decadimento radioattivo che modificano l'attività.

## Modificazioni e e varietà
Nel 1983, Michel Deliens e Paul Piret hanno riferito per la prima volta sulla forma della studtite priva di acqua cristallina, la metastudtite (UO2)(O2)(H2O)2. Hanno esaminato diversi campioni di minerali provenienti da Shinkolobwe e sono stati in grado di dimostrare la prima presenza naturale di metastudtite rispetto a materiale prodotto sinteticamente. Questi campioni sono associati a rutherfordina, becquerelite, masuyite, kasolite, wölsendorfite, uranofane, soddyite e uraninite. Il minerale è di colore giallo pallido e le fibre fini lunghe fino a 3 mm con un diametro di circa 0,001 mm; non mostra fluorescenza né sotto la luce ultravioletta a onde corte né a onde lunghe. I parametri del reticolo sono definiti pari a = 6,51(1) Å, b = 8,78(2) Å, c = 4,21(1) Å e 2 unità di formula per cella unitaria. Il campione tipo è depositato nel Museo reale per l'Africa Centrale a Tervuren, in Belgio.

## Origine e giacitura
La studtite si forma molto raramente come minerale secondario nei giacimenti di uranio. Sono necessarie temperature inferiori a 90 °C e solo una piccola quantità di acqua, ad esempio sotto forma di film sottili sulla superficie minerale. Il gruppo perossidico, che è noto solo nei minerali studtite e nella sua forma cristallina metastudtite, si forma durante la radiolisi dell'acqua dovuta alla radiazione alfa emessa dall'uranio. Con un'energia media di 5,5 MeV, questo ha un intervallo di circa 40 μm in acqua, in modo che la formazione minerale avvenga in un'area molto localizzata. Tra le altre cose, si formano il radicale ossidrile (•OH), il radicale iperossido (O•−2) e il radicale idroperossido (HO2•), che poi reagiscono al perossido di idrogeno (H2O2), in modo che si formino infine anioni perossidi.
Inoltre, si formano anche composti riducenti come l'idrogeno, che, tuttavia, è chimicamente relativamente inerte a temperature inferiori a 100 °C e può fuoriuscire dall'acqua senza ulteriori reazioni chimiche. Poiché solo una radiolisi relativamente bassa avviene a causa della radioattività naturale dell'uranio, i lunghi tempi di contatto dello ione uranile con l'acqua radioliticamente decomposta di diverse centinaia di migliaia di anni promuovono la formazione della studtite. Tuttavia, i calcoli a campione di altri autori mostrano che, supponendo che il perossido di idrogeno non si decomponga per un periodo di tempo più lungo, una concentrazione sufficientemente elevata per la formazione di minerali potrebbe essersi formata dopo 2100 anni. In linea di principio, una quantità sufficiente di perossido deve essere presente e concentrata nell'acqua affinché il minerale si formi, cosa che può essere ottenuta solo in film sottili e lunghi tempi di contatto.
Il minerale è associato a uranofane, rutherfordina e lepersonnite-(Gd) a Shinkolobwe (Repubblica Democratica del Congo). Da Menzenschwand (in Germania) è nota la paragenesi con billietite, rutherfordina, barite, quarzo, ematite e limonite. I ritrovamenti di studtite a Tengchong (Cina) mostrano paragenesi con tengchongite, calcurmolite e kivuite.
Oltre ai depositi naturali di uranio, la studtite è stata rilevata anche nelle scorie contenenti uranio dell'impianto nucleare di Hanford Site e nei resti di corium simili alla lava del disastro di Černobyl'. Sebbene sia un minerale molto raro in natura, è considerato un importante prodotto di invecchiamento delle scorie radioattive, ciò è legato alle condizioni di formazione della studtite, che raramente si raggiungono nei giacimenti naturali di uranio, ma possono formarsi più facilmente sulle superfici dei rifiuti contenenti uranio. È stato dimostrato che il minerale, tra le altre cose, è anche un prodotto essenziale dell'invecchiamento dei gusci degli elementi di combustibile nelle piscine di combustibile esaurito. Sinteticamente, questa formazione minerale potrebbe essere verificata anche in acqua deionizzata con diossido di uranio (UO2), che è stato drogato con emettitori α o irradiato da fonti esterne. L'interazione del combustibile nucleare esaurito con le acque sotterranee può quindi portare alla formazione di minerali di uranio secondari come la schopenite dell'idrato di ossido di uranile, oltre alla formazione di studtite. Poiché i minerali di uranile possono ridurre la mobilità di altri radionuclidi incorporandoli nel reticolo cristallino e formando composti di inclusione, tra le altre cose, sono fattori importanti nella considerazione degli effetti a lungo termine sul comportamento di solubilità delle scorie radioattive e del combustibile nucleare esaurito. La studtite è quindi importante per lo smaltimento delle scorie nucleari.
Oltre alla località tipo di Shinkolobwe, la studtite è stata trovata anche nella miniera di Swambo e nel distretto del fiume Lusungu nel Sud Kivu. Dalla Germania, la studtite è conosciuto dalla miniera di Krunkelbach vicino a Menzenschwand, da Wittichen e Oberwolfach, tra gli altri. In Austria, la studtite è stata trovata a Mühlbach am Hochkönig e Sankt Johann im Pongau. Altri siti includono Linópolis in Brasile, Yingjiang e Tengchong in Cina, Mariánské Lázně e Javorník nella Repubblica Ceca, Lodève, Davignac e diverse località nel dipartimento di Deux-Sèvres in Francia, e Krøderen in Norvegia.

## Forma in cui si presenta in natura
La studtite si presenta in piccoli cristalli aciculari, flessibili, lunghi fino a 4 mm e dello spessore di circa 1/100 mm.
Sviluppa soltanto piccoli cristalli di colore giallo chiaro a quasi incolore con un habitus aghiforme di cristallo. Di solito si trova sotto forma di aggregati minerali fibrosi o rivestimenti crostosi. I cristalli da trasparenti a traslucidi hanno una lucentezza simile al vetro o alla cera. Il minerale è generalmente descritto come morbido (durezza Mohs da 1 a 2 circa) e gli aghi cristallini fini sono flessibili.